# Microsoft Kinect
Kinect (dal greco κίνησις, kinēsis, «movimento»), inizialmente conosciuto con il nome in codice di Project Natal, è un accessorio sviluppato da Microsoft per la console Xbox 360, sensibile al movimento del corpo umano. È stato messo in commercio a partire dal 18 novembre 2010 in Nord America, dal 30 novembre 2010 in Europa e dall'8 dicembre 2010 in Giappone.
A differenza del Telecomando Wii di Nintendo e del PlayStation Move di Sony, il Kinect consente al giocatore di controllare il videogioco senza la necessità di indossare o impugnare alcunché.
Sebbene fosse inizialmente previsto solo per Xbox 360, a partire dal 1º febbraio 2012 Microsoft ha reso disponibile una versione speciale della periferica anche per i PC dotati del sistema operativo Windows 7 e Windows 8. Una versione più potente e migliorata è stata sviluppata per Xbox One, e messa in commercio con la console a partire da novembre 2013, poi venduta separatamente dall'anno successivo in poi.
Microsoft ha cessato la produzione di Kinect il 25 ottobre 2017, con all'attivo 250 milioni di unità vendute tra la versione Xbox 360 ed Xbox One.

## Storia

### Sviluppo
Le idee alla base dello sviluppo di Kinect ebbero inizio tra la fine del 2006 e l'inizio del 2007. Il successo dirompente di Nintendo Wii e dei casual games, spinsero l'allora capo della divisione "Xbox" di Microsoft, Peter Moore, a voler concepire un antagonista del Wii da presentare della successiva conferenza E3. Due squadre di sviluppo iniziarono quindi a lavorare su un ipotetico dispositivo che utilizzasse una tecnologia analoga al Wii: Moore non chiedeva però solo una semplice periferica in grado di competere con la macchina Nintendo, ma anche di poterla battere sullo stesso campo.
Le due squadre di ricerca lavorarono separatamente su due tecnologie diverse, entrambe però basate sullo stesso principio: una periferica che permettesse ai giocatori di controllare un videogioco senza utilizzare alcun sistema esterno, ma esclusivamente tramite una videocamera molto avanzata in grado di cogliere i movimenti del corpo umano. Uno dei team era composto da impiegati Microsoft, mentre il secondo era composto da membri di Hidden Path Entertainment – uno studio composto da ex-impiegati Microsoft che avrebbero poi realizzato anche il tower defense Defense Grid: The Awakening.
La squadra di Microsoft si concentrò sullo sfruttare una tecnologia sviluppata da 3DV, compagnia che Microsoft avrebbe poi acquisito nel 2009, mentre la squadra "Hidden Path" basò le proprie ricerche sulla tecnologia PrimeSense. Al termine di un certo periodo dello sviluppo, i due team presentarono una selezione di demo a Moore, il quale avrebbe deciso cosa mostrare o meno all'Electronic Entertainment Expo 2007. Alcune demo trapelarono sul web finendo nelle mani di Kotaku, e divulgando l'esistenza di un gioco chiamato "Air Drumming" il cui scopo era quello di colpire palle, dipingere, fare canestro e combattere con le spade laser di Guerre stellari.
Le demo di quanto realizzato erano essenziali al progetto, ma afflitte da numerosi bugs che non avrebbero permesso una presentazione decente ad un evento importante come l'E3, quindi nel 2007 nulla venne mostrato del prototipo di Kinect. Peter Moore lasciò la compagnia nello stesso periodo e il progetto finì per arenarsi, fino alla richiesta di riprendere la ricerca da parte del sostituto di Moore, Don Mattrick – uno degli esponenti più controversi e criticati nella storia della divisione Xbox.

### Presentazione e lancio

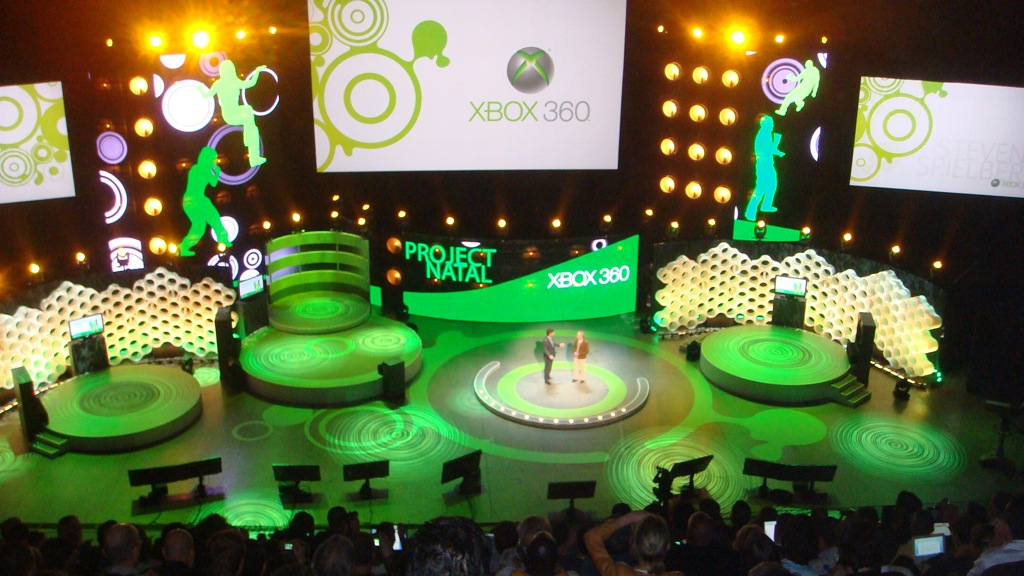
Electronic Entertainment Expo 2009: Don Mattrick, sul palco della conferenza Microsoft, annuncia "Project Natal"

Kinect è stato annunciato al pubblico il 1º giugno 2009, durante la conferenza Microsoft dell'Electronic Entertainment Expo, con il nome Project Natal, dove furono presenti tre demo mostrate sul palco: "Ricochet"', "Paint Party" e "Milo & Kate".
Rinominato "Kinect" alla presentazione ufficiale alla fiera dell'anno successivo, il 13 giugno 2010, il dispositivo sarebbe entrato in commercio dal 4 novembre 2010 in America e dal 10 novembre in Europa, compatibile con un qualsiasi modello di Xbox 360 venduta separatamente, oppure disponibile in due differenti bundle con la console stessa. Tra i titoli esclusivamente compatibili con Kinect vi sarebbero stati i due più noti, Kinect Adventures! e Kinect Sports, quest'ultimo sviluppato da Rare. Per il lancio Microsoft investì la cifra di 500 milioni di dollari in marketing.
Il 29 dicembre 2010 venne annunciato che il celebre videogioco MMORPG fantasy, della Blizzard Entertainment, World of Warcraft era in parte giocabile tramite Kinect, grazie ad alcune procedure di hacking. Con lo stesso metodo la periferica venne resa compatibile anche su personal computer, tramite Windows 7, oltre che con Linux.
Tra le tante applicazioni che dall'uscita di Kinect videro l'utilizzo non ludico della periferica Microsoft vi fu quella sviluppata dai ricercatori dell'università di Berna in Svizzera. Questi concepirono un sistema di controllo per la visualizzazione e l'analisi di radiografia e tomografia che svincolava i medici dall'uso delle mani e rendeva, grazie anche all'uso delle capacità di riconoscimento vocale di Kinect, immediata la consultazione degli esami medici, anche durante un'operazione in corso.
Dato il successo della periferica, il supporto a quest'ultima continuò anche a diversi anni dal suo rilascio: un aggiornamento, avrebbe consentito di diminuire l'input lag, portando l'elaborazione dati da 150 a 5 ms, in modo da migliorarne le performance.

### Xbox One e Kinect One
"Kinect One", conosciuto anche come Kinect 2.0, è l'evoluzione dell'originale Kinect di Xbox 360. La periferica è stata presentata insieme ad Xbox One il 21 maggio 2013, durante un evento Microsoft dedicato, condotto da Don Mattrick. Il lancio di Kinect, esclusivamente in bundle con la console, sarebbe avvenuto il 22 novembre 2013.
Le controversie generate da questa presentazione, e le critiche rivolte a Don Mattrick e alle sue scelte decisionali, finirono per causare la fuoriuscita obbligata da Microsoft da parte di quest'ultimo. Al suo posto subentrò Phil Spencer, che rielaborò e modificò molte delle manovre effettuate da Mattrick, tra cui quella di includere obbligatoriamente il Kinect con Xbox One: la periferica sarebbe stata venduta separatamente a 149 dollari a partire dal 6 ottobre 2014, abbassando così il prezzo base della console.
Il 25 ottobre 2017, Microsoft ha annunciato ufficialmente la dismissione del Kinect e la fine della produzione.

## Descrizione e funzionamento

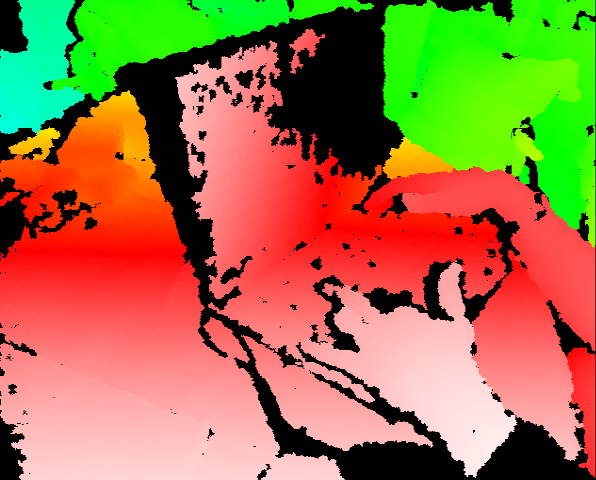
Lettura della profondità eseguita dalla telecamera del Kinect: mappatura con gradienti di colore dal bianco (oggetti più vicini) all'azzurro (oggetti più lontani)

La prima versione di Kinect era dotata di una telecamera RGB e di una telecamera a radiazione infrarossa con un risoluzione di 480p ciascuna, ed una capacità di lettura del movimento a 30 fps. Per il calcolo della lontananza degli oggetti, invece, Kinect si avvaleva di uno scanner 3D a luce strutturata, in combinazione con gli infrarossi, che però è dotato di una risoluzione di 320×240 pixel.
Kinect disponeva di quattro microfoni utilizzati dal sistema per l'elaborazione dati dell'ambiente in cui ci si trovava, che permettevano la cancellazione dell'eco e riduzione del rumore tramite active noise control.
La barra del Kinect era inoltre motorizzata lungo l'asse verticale ed in grado di seguire i movimenti dei giocatori, orientandosi nella posizione migliore per il riconoscimento dei movimenti. La versione originale di Kinect per Xbox 360, era in grado di tracciare fino ad un massimo di due persone contemporaneamente.

### Potenziamenti di Kinect One
Il Kinect One presenta una tecnologia analoga a quella della sua versione precedente, ma potenziata. La telecamera a tempo di volo ad infrarossi, per la lettura della profondità, supporta una risoluzione maggiore pari a 512×424 pixel, mentre la telecamera principale RGB possiede una risoluzione di 1080p operante a 30 fps – 15 in condizione di bassa luminosità.
Kinect One presenta la stessa predisposizione di microfoni direzionali, della versione precedente. La periferica, grazie alla tecnologia più avanzata, è in grado di rilevare e leggere fino a sei corpi in simultaneo.

## Giochi

### Giochi progettati per Kinect
Di seguito, la lista completa di giochi sviluppati interamente per il Kinect. Questi titoli possono essere giocati solo tramite l'utilizzo del sensore e in alcuni casi, sebbene alcuni siano usciti anche per Xbox One come i Just Dance dal 2016 in poi, vengono qui riportate solo le versioni per Xbox 360 poiché vi è un altro modo di giocare sulla console successiva.
| Titolo                                     | Anno | Publisher                              | Sviluppatore                     | Piattaforma       |
| ------------------------------------------ | ---- | -------------------------------------- | -------------------------------- | ----------------- |
| "ZAZEN", zen meditation game               | 2017 | Nangok Software                        | Nangok Software                  | Xbox One          |
| Adrenalin Misfits                          | 2010 | Konami Digital Entertainment           | Konami Digital Entertainment     | Xbox 360          |
| Air Guitar Warrior for Kinect              | 2017 | Virtual Air Guitar Company             | Virtual Air Guitar Company       | Xbox One          |
| Alvin & The Chipmunks: Chipwrecked         | 2011 | Majesco                                | Behaviour Interactive            | Xbox 360          |
| Baila Latino                               | 2016 | O2 Games                               | Oxygene Media                    | Xbox One          |
| Beatsplosion for Kinect                    | 2015 | Virtual Air Guitar Company             | Virtual Air Guitar Company       | Xbox One          |
| Big League Sports                          | 2011 | Activision                             | Robomodo                         | Xbox 360          |
| Body and Brain Connection                  | 2011 | Bandai Namco Entertainment             | Bandai Namco Entertainment       | Xbox 360          |
| Boom Ball for Kinect                       | 2014 | Virtual Air Guitar Company             | Virtual Air Guitar Company       | Xbox One          |
| Boom Ball 2 for Kinect                     | 2016 | Virtual Air Guitar Company             | Virtual Air Guitar Company       | Xbox One          |
| Boom Ball 3 for Kinect                     | 2017 | Virtual Air Guitar Company             | Virtual Air Guitar Company       | Xbox One          |
| Brunswick Pro Bowling                      | 2011 | Crave Entertainment                    | FarSight Studios                 | Xbox 360          |
| Cabela's Adventure Camp                    | 2011 | Activision                             | Cauldron                         | Xbox 360          |
| Cabela's Big Game Hunter: Hunting Party    | 2011 | Activision                             | Games Farm                       | Xbox 360          |
| Carnival Games: Monkey See, Monkey Do      | 2011 | 2K Play                                | Cat Daddy Games                  | Xbox 360          |
| CDF Starfighter                            | TBA  | MAG Studios                            | MAG Studios                      | Xbox One          |
| Commander Cherry for Kinect                | 2015 | Grandé Games                           | Grandé Games                     | Xbox One          |
| Country Dance All Stars                    | 2012 | GameMill Entertainment                 | High Voltage Software            | Xbox 360          |
| Dance Central                              | 2010 | MTV Games                              | Harmonix                         | Xbox 360          |
| Dance Central 2                            | 2011 | Xbox Game Studios                      | Harmonix                         | Xbox 360          |
| Dance Central 3                            | 2012 | Xbox Game Studios                      | Harmonix                         | Xbox 360          |
| Dance Central: Spotlight                   | 2014 | Xbox Game Studios                      | Harmonix                         | Xbox One          |
| Dance Paradise                             | 2011 | THQ                                    | Smack Down Productions           | Xbox 360          |
| Dance Masters                              | 2010 | Konami Digital Entertainment           | Konami Digital Entertainment     | Xbox 360          |
| Deca Sports Freedom                        | 2010 | Hudson Entertainment                   | Hudson Soft                      | Xbox 360          |
| Deepak Chopra's Leela                      | 2011 | THQ                                    | Curious Pictures                 | Xbox 360          |
| Diabolical Pitch                           | 2012 | Xbox Game Studios                      | Grasshopper Manufacture          | Xbox 360          |
| Disney Fantasia: Music Evolved             | 2014 | Disney Interactive Studios             | Harmonix                         | Xbox 360/Xbox One |
| Doodle Jump for Kinect                     | 2013 | D3Publisher                            | Smoking Gun Interactive          | Xbox 360          |
| Double Fine Happy Action Theater           | 2012 | Xbox Game Studios                      | Double Fine Productions          | Xbox 360          |
| Dragon Ball Z for Kinect                   | 2012 | Bandai Namco Entertainment             | Spike Chunsoft                   | Xbox 360          |
| EA Sports Active 2                         | 2010 | Electronic Arts                        | EA Canada                        | Xbox 360          |
| Fable: The Journey                         | 2012 | Xbox Game Studios                      | Lionhead Studios                 | Xbox 360          |
| Fantastic Pets                             | 2011 | THQ                                    | Blitz Games                      | Xbox 360          |
| Fighter Within                             | 2013 | Ubisoft                                | Daoka                            | Xbox One          |
| Fighters Uncaged                           | 2010 | Ubisoft                                | AMA Studios                      | Xbox 360          |
| Freefall Racers                            | 2013 | Deep Silver                            | Smoking Gun Interactive          | Xbox 360          |
| FRU                                        | 2016 | Through Games                          | Through Games                    | Xbox One          |
| Fruit Ninja Kinect                         | 2011 | Xbox Game Studios                      | Halfbrick Studios                | Xbox 360          |
| Fruit Ninja Kinect 2                       | 2015 | Halfbrick Studios                      | Halfbrick Studios                | Xbox One          |
| Game Party In Motion                       | 2010 | Warner Bros. Interactive Entertainment | FarSight Studios                 | Xbox 360          |
| Get Fit With Mel B                         | 2010 | Black Bean Games                       | Lightning Fish Games             | Xbox 360          |
| Grease Dance                               | 2011 | 505 Games                              | Zoe Mode                         | Xbox 360          |
| Harley Pasternak's Hollywood Workout       | 2012 | Majesco                                | Heavy Iron Studios               | Xbox 360          |
| Harry Potter for Kinect                    | 2012 | Warner Bros. Interactive Entertainment | Eurocom                          | Xbox 360          |
| Haunt                                      | 2012 | Xbox Game Studios                      | NanaOn-Sha                       | Xbox 360          |
| Hole in the Wall                           | 2011 | Xbox Game Studios                      | Ludia                            | Xbox 360          |
| Hole in the Wall Deluxe Edition            | 2011 | Ubisoft                                | Ludia                            | Xbox 360          |
| Home Run Stars                             | 2012 | Xbox Game Studios                      | Smoking Gun Interactive          | Xbox 360          |
| Hulk Hogan's Main Event                    | 2011 | Majesco                                | Panic Button                     | Xbox 360          |
| Ice Age: Continental Drift - Arctic Games  | 2012 | Activision                             | Behaviour Interactive            | Xbox 360          |
| Intel Discovered                           | 2012 | Xbox Game Studios                      | Wahoo Studios                    | Xbox 360          |
| Jillian Michael's Fitness Adventure        | 2011 | Majesco                                | n-Space                          | Xbox 360          |
| Just Dance 3                               | 2011 | Ubisoft                                | Ubisoft Paris                    | Xbox 360          |
| Just Dance Kids                            | 2011 | Ubisoft                                | Land Ho!                         | Xbox 360          |
| Just Dance Kids 2                          | 2011 | Ubisoft                                | Land Ho!                         | Xbox 360          |
| Just Dance 4                               | 2012 | Ubisoft                                | Ubisoft Paris                    | Xbox 360          |
| Just Dance: Disney Party                   | 2012 | Ubisoft                                | Land Ho!                         | Xbox 360          |
| Just Dance Greatest Hits                   | 2012 | Ubisoft                                | Ubisoft Paris                    | Xbox 360          |
| Just Dance 2014                            | 2013 | Ubisoft                                | Ubisoft Paris                    | Xbox 360/Xbox One |
| Just Dance Kids 2014                       | 2013 | Ubisoft                                | Land Ho!                         | Xbox 360          |
| Just Dance 2015                            | 2014 | Ubisoft                                | Ubisoft Paris                    | Xbox 360/Xbox One |
| Just Dance 2016                            | 2015 | Ubisoft                                | Ubisoft Paris                    | Xbox 360          |
| Just Dance: Disney Party 2                 | 2015 | Ubisoft                                | Ubisoft San Francisco            | Xbox 360/Xbox One |
| Just Dance 2017                            | 2016 | Ubisoft                                | Ubisoft Paris                    | Xbox 360          |
| Just Dance 2018                            | 2017 | Ubisoft                                | Ubisoft Paris                    | Xbox 360          |
| Just Dance 2019                            | 2018 | Ubisoft                                | Ubisoft Paris                    | Xbox 360          |
| Kinect Adventures                          | 2010 | Xbox Game Studios                      | Good Science Studios             | Xbox 360          |
| Kinect Fun Labs: Air Band                  | 2011 | Xbox Game Studios                      | Relentless Software              | Xbox 360          |
| Kinect Fun Labs: Avatar Kinect             | 2011 | Xbox Game Studios                      | Good Science Studio              | Xbox 360          |
| Kinect Fun Labs: Battle Stuff              | 2011 | Xbox Game Studios                      | Smoking Gun Interactive          | Xbox 360          |
| Kinect Fun Labs: Bobble Head               | 2011 | Xbox Game Studios                      | Good Science Studios             | Xbox 360          |
| Kinect Fun Labs: Build a Buddy             | 2011 | Xbox Games Studios                     | Good Science Studio              | Xbox 360          |
| Kinect Fun Labs: Googly Eyes               | 2011 | Xbox Game Studios                      | Smoking Gun Interactive          | Xbox 360          |
| Kinect Fun Labs: Kinect Me                 | 2011 | Xbox Game Studios                      | Smoking Gun Interactive          | Xbox 360          |
| Kinect Fun Labs: Kinect Sparkler           | 2011 | Xbox Game Studios                      | Smoking Gun Interactive          | Xbox 360          |
| Kinect Fun Labs: Musical Feet              | 2011 | Xbox Game Studios                      | Smoking Gun Interactive          | Xbox 360          |
| Kinect Fun Labs: Mutation Station          | 2011 | Xbox Game Studios                      | Relentless Software              | Xbox 360          |
| Kinect Fun Labs: 5 Micro Lab Challenges    | 2012 | Xbox Game Studios                      | n-Space                          | Xbox 360          |
| Kinect Fun Labs: I Am Super!               | 2012 | Xbox Game Studios                      | Smoking Gun Interactive          | Xbox 360          |
| Kinect Fun Labs: Junk Fu                   | 2012 | Xbox Game Studios                      | Wahoo Studios                    | Xbox 360          |
| Kinect Fun Labs: Kinect Rush: Snapshot     | 2012 | Xbox Game Studios                      | Asobo Studio                     | Xbox 360          |
| Kinect Fun Labs: Mars Rover Landing        | 2012 | Xbox Game Studios                      | Smoking Gun Interactive          | Xbox 360          |
| Kinect Funhouse                            | TBA  | Virtual Air Guitar Company             | Virtual Air Guitar Company       | Xbox One          |
| Kinect Joy Ride                            | 2010 | Xbox Game Studios                      | BigPark                          | Xbox 360          |
| Kinect Nat Geo TV                          | 2012 | Xbox Game Studios                      | Relentless Software              | Xbox 360          |
| Kinect Nat Geo TV DVD                      | 2012 | Xbox Game Studios                      | Relentless Software              | Xbox 360          |
| Kinect Party                               | 2012 | Xbox Game Studios                      | Double Fine                      | Xbox 360          |
| Kinect PlayFit                             | 2012 | Xbox Game Studios                      | Ruffian Games                    | Xbox 360          |
| Kinect Rush: A Disney Pixar Adventure      | 2012 | Xbox Game Studios                      | Asobo Studio                     | Xbox 360          |
| Kinect Sesame Street TV                    | 2012 | Xbox Game Studios                      | Soho Productions                 | Xbox 360          |
| Kinect Sesame Street TV DVD                | 2012 | Xbox Game Studios                      | Soho Productions                 | Xbox 360          |
| Kinect Sports                              | 2010 | Xbox Game Studios                      | Rare Ltd                         | Xbox 360          |
| Kinect Sports: Season Two                  | 2011 | Xbox Game Studios                      | Rare Ltd                         | Xbox 360          |
| Kinect Sports Gems: 3 Point Contest        | 2012 | Xbox Game Studios                      | Rare Ltd                         | Xbox 360          |
| Kinect Sports Gems: Darts Vs Zombies       | 2012 | Xbox Game Studios                      | Rare Ltd                         | Xbox 360          |
| Kinect Sports Gems: Field Goal Contest     | 2012 | Xbox Game Studios                      | Rare Ltd                         | Xbox 360          |
| Kinect Sports Gems: Prize Driver           | 2012 | Xbox Game Studios                      | Rare Ltd                         | Xbox 360          |
| Kinect Sports Gems: Reaction Rally         | 2012 | Xbox Game Studios                      | Rare Ltd                         | Xbox 360          |
| Kinect Sports Gems: Ski Race               | 2012 | Xbox Game Studios                      | Rare Ltd                         | Xbox 360          |
| Kinect Sports Gems: 10 Frame Bowling       | 2013 | Xbox Game Studios                      | Rare Ltd                         | Xbox 360          |
| Kinect Sports Gems: Boxing Fight           | 2013 | Xbox Game Studios                      | Rare Ltd                         | Xbox 360          |
| Kinect Sports Gems: Penalty Saver          | 2013 | Xbox Game Studios                      | Rare Ltd                         | Xbox 360          |
| Kinect Sports Gems: Ping Pong              | 2013 | Xbox Game Studios                      | Rare Ltd                         | Xbox 360          |
| Kinect Sports Rivals                       | 2014 | Xbox Game Studios                      | Rare Ltd                         | Xbox One          |
| Kinect Star Wars                           | 2012 | LucasArts                              | Terminal Reality                 | Xbox 360          |
| Kinect: Disneyland Adventures              | 2011 | Xbox Game Studios                      | Frontier Developments            | Xbox 360          |
| Kinectimals                                | 2010 | Xbox Game Studios                      | Frontier Developments            | Xbox 360          |
| Kung Fu Panda 2                            | 2011 | THQ                                    | Griptonite Games                 | Xbox 360          |
| Kung-Fu for Kinect                         | 2016 | Virtual Air Guitar Company             | Virtual Air Guitar Company       | Xbox One          |
| Kung-Fu High Impact                        | 2011 | Black Bean Games                       | Virtual Air Guitar Company       | Xbox 360          |
| Leedmees                                   | 2011 | Konami Digital Entertainment           | Konami Digital Entertainment     | Xbox 360          |
| Let's Cheer!                               | 2011 | 2K Play                                | Cat Daddy Games                  | Xbox 360          |
| Let's Dance                                | 2012 | Maximum Games                          | Lightning Fish Games             | Xbox 360          |
| Let's Dance with Mel B                     | 2011 | Black Bean Games                       | Lightning Fish Games             | Xbox 360          |
| Let's Sing and Dance                       | 2013 | Deep Silver                            | Voxler                           | Xbox 360          |
| Love Tore: Mint                            | 2012 | Boost On                               | Boost On                         | Xbox 360          |
| Love Tore: Sweet                           | 2012 | Boost On                               | Boost On                         | Xbox 360          |
| Love Tore: Bitter                          | 2013 | Boost On                               | Boost On                         | Xbox 360          |
| Marvel Avengers: Battle for Earth          | 2012 | Ubisoft                                | Ubisoft Quebec                   | Xbox 360          |
| Michael Jackson: The Experience            | 2011 | Ubisoft                                | Ubisoft Montreal                 | Xbox 360          |
| Michael Phelps: Push the Limit             | 2011 | 505 Games                              | Blitz Games                      | Xbox 360          |
| miCoach                                    | 2012 | 505 Games                              | Chromativity                     | Xbox 360          |
| Mini Ninjas Adventures                     | 2012 | Square Enix                            | Side Kick                        | Xbox 360          |
| Minute to Win It                           | 2011 | Zoo Games                              | Smack Down Productions           | Xbox 360          |
| Motion Explosion!                          | 2012 | Majesco                                | Artech Studios                   | Xbox 360          |
| Motionsports                               | 2010 | Ubisoft                                | Ubisoft Milan                    | Xbox 360          |
| Motionsports: Adrenaline                   | 2011 | Ubisoft                                | Ubisoft Vancouver                | Xbox 360          |
| My Body Coach 3                            | 2012 | Nacon                                  | KT Racing                        | Xbox 360          |
| NBA Baller Beats                           | 2012 | Majesco                                | HB Studios                       | Xbox 360          |
| Nickelodeon Dance                          | 2011 | 2K Play                                | High Voltage Software            | Xbox 360          |
| Nickelodeon Dance 2                        | 2012 | 2K Play                                | High Voltage Software            | Xbox 360          |
| Nike + Kinect: Training                    | 2012 | Xbox Game Studios                      | Sumo Digital                     | Xbox 360          |
| Perfect Woman                              | 2016 | Peter Lu & Lea Schonfelder             | Peter Lu & Lea Schonfelder       | Xbox One          |
| Powe Rangers Super Samurai                 | 2012 | Bandai Namco Entertainment             | Bandai Namco Entertainment       | Xbox 360          |
| PowerUp Heroes                             | 2011 | Ubisoft                                | Megarom Interactive              | Xbox 360          |
| Gatto con gli Stivali                      | 2011 | THQ                                    | Blitz Games                      | Xbox 360          |
| Rabbids Invasion: Lo Show Interattivo      | 2014 | Ubisoft                                | Ubisoft Barcelona                | Xbox 360/Xbox One |
| Rapala for Kinect                          | 2011 | Activision                             | Nowpro                           | Xbox 360          |
| Raving Rabbids: Fuori di Schermo           | 2011 | Ubisoft                                | Ubisoft Paris                    | Xbox 360          |
| Red Bull Crashed Ice Kinect                | 2012 | Red Bull Media House                   | Bongfish                         | Xbox 360          |
| Rhythm Party                               | 2012 | Konami Digital Entertainment           | Konami Digital Entertainment     | Xbox 360          |
| Rise of Nightmares                         | 2011 | SEGA                                   | SEGA                             | Xbox 360          |
| Self-Defense Training Camp                 | 2011 | Ubisoft                                | AMA Studios                      | Xbox 360          |
| Sesame Street: Once Upon a Monster         | 2011 | Warner Bros. Interactive Entertainment | Double Fine                      | Xbox 360          |
| Shape Up                                   | 2014 | Ubisoft                                | Ubisoft Montreal                 | Xbox One          |
| Slice Zombies for Kinect                   | 2015 | MADE                                   | MADE                             | Xbox One          |
| Sonic Free Riders                          | 2010 | SEGA                                   | Sonic Team                       | Xbox 360          |
| SpongeBob's Surf & Skate Roadtrip          | 2011 | THQ                                    | Blitz Games                      | Xbox 360          |
| Squid Hero for Kinect                      | 2015 | Virtual Air Guitar Company             | Virtual Air Guitar Company       | Xbox One          |
| Steel Battalion: Heavy Armor               | 2012 | Capcom Entertainment                   | FromSoftware                     | Xbox 360          |
| Tani Masaki's Golfercise                   | 2016 | East Field                             | East Field                       | Xbox One          |
| The Biggest Loser: Ultimate Workout        | 2010 | THQ                                    | Blitz Games                      | Xbox 360          |
| The Black Eyed Peas Experience             | 2011 | Ubisoft                                | iNis                             | Xbox 360          |
| The Gunstringer                            | 2011 | Xbox Game Studios                      | Twisted Pixel Games              | Xbox 360          |
| The Hip Hop Dance Experience               | 2012 | Ubisoft                                | iNis                             | Xbox 360          |
| I Pinguini di Madagascar                   | 2011 | THQ                                    | Griptonite Games                 | Xbox 360          |
| TMNT Training Lair                         | 2014 | Xbox Game Studios                      | Krome Studios                    | Xbox 360          |
| Top Hand Rodeo                             | 2012 | D3Publisher                            | Panic Button                     | Xbox 360          |
| Twister Mania                              | 2011 | Majesco                                | Naked Sky Entertainment          | Xbox 360          |
| UFC Personal Trainer                       | 2011 | THQ                                    | Heavy Iron Studios               | Xbox 360          |
| Victorius: Time to Shine                   | 2012 | D3Publisher                            | High Voltage Software            | Xbox 360          |
| Voice Commander                            | 2014 | Microsoft                              | Microsoft Foundry Intern Program | Xbox One          |
| Voice Studio                               | 2012 | Xbox Team                              | Xbox Team                        | Xbox 360          |
| VoiceStudio                                | 2014 | Xbox Game Studios                      | Xbox Game Studios                | Xbox One          |
| Who Wants to Be a Millionaire 2012 Edition | 2011 | Ubisoft                                | Ludia                            | Xbox 360          |
| Winter Stars                               | 2011 | Deep Silver                            | 49Games                          | Xbox 360          |
| Wipeout: in the Zone                       | 2011 | Activision                             | Behaviour Interactive            | Xbox 360          |
| Wipeout 2                                  | 2011 | Activision                             | Behaviour Interactive            | Xbox 360          |
| Wipeout 3                                  | 2012 | Activision                             | Behaviour Interactive            | Xbox 360          |
| Wreckateer                                 | 2012 | Xbox Game Studios                      | Iron Galaxy Studios              | Xbox 360          |
| Yoostar on MTV                             | 2011 | Yoostar Entertainment Group            | Blitz Games                      | Xbox 360          |
| Yoostar 2: In The Movies                   | 2011 | Yoostar Entertainment Group            | Blitz Arcade                     | Xbox 360          |
| Your Shape: Fitness Evolved                | 2010 | Ubisoft                                | Ubisoft Montreal                 | Xbox 360          |
| Your Shape Fitness Evolved 2012            | 2011 | Ubisoft                                | Ubisoft Montreal                 | Xbox 360          |
| Zumba Fitness                              | 2010 | Majesco                                | Pipeworks                        | Xbox 360          |
| Zumba Fitness Core                         | 2012 | Majesco                                | Zoe Mode                         | Xbox 360          |
| Zumba Fitness: Rush                        | 2012 | Majesco                                | Zoe Mode                         | Xbox 360          |
| Zumba Fitness World Party                  | 2013 | Majesco                                | Zoe Mode                         | Xbox 360/Xbox One |
| Zumba Kids                                 | 2013 | Majesco                                | Zoe Mode                         | Xbox 360          |

### Giochi abilitati per Kinect
Di seguito, la lista di giochi compatibili con Kinect, ovvero che offrono alcune funzioni aggiuntive in gioco relative a Kinect, come l'uso della voce o alcune specifiche modalità, ma non per forza richiedono l'utilizzo del sensore stesso. Vi sono poi alcuni titoli, come i Just Dance dal 2016 in poi, che vengono riportati qui solo in versione Xbox One poiché su quest'ultima console supportano un modo alternativo di giocare rispetto alla versione per Xbox 360. Altri giochi, come Forza Horizon 2 son riportati in versione Xbox 360 e Xbox One in quanto titoli differenti.
Xbox One, inoltre, non supporta in alcun modo il Kinect della Xbox 360 e allo stesso modo, le console Xbox Series X S non supportano il Kinect di Xbox One. Per questo motivo molti giochi, come Mass Effect 3, vengono segnati solo per la console sulla quale sono usciti anche se retrocompatibili con la versione successiva, in quanto si perdono le funzioni del Kinect.
Son presenti alcuni titoli disponibili anche per Windows 10 poiché quest'ultimo comprende il supporto per Kinect anche su PC.
| Titolo                                              | Anno | Publisher                    | Sviluppatore                                                | Piattaforma         |
| --------------------------------------------------- | ---- | ---------------------------- | ----------------------------------------------------------- | ------------------- |
| #IDARB                                              | 2015 | Other Ocean Interactive      | Other Ocean Interactive                                     | Xbox One/Windows 10 |
| Angry Birds Trilogy                                 | 2012 | Activision                   | Rovio                                                       | Xbox 360            |
| Angry Birds Star Wars                               | 2013 | Activision                   | Rovio                                                       | Xbox 360/Xbox One   |
| Assassin's Creed IV: Black Flag                     | 2013 | Ubisoft                      | Ubisoft Montreal                                            | Xbox One            |
| Babel Rising                                        | 2012 | Ubisoft                      | Mando Productions                                           | Xbox 360            |
| Battlefield 4                                       | 2013 | Electronic Arts              | DICE                                                        | Xbox One            |
| Binary Domain                                       | 2012 | SEGA                         | SEGA                                                        | Xbox 360            |
| Blackwater Kinect                                   | 2011 | 505 Games                    | Zombie Studios                                              | Xbox 360            |
| Blue Estate                                         | 2015 | HESAW                        | HESAW                                                       | Xbox One            |
| Burnout Crash!                                      | 2011 | Electronic Arts              | Criterion Software                                          | Xbox 360            |
| Call of Duty: Ghosts                                | 2013 | Activision                   | Infinity Ward, Raven Software, Neversoft                    | Xbox One            |
| Champion Jockey G1 Jockey & Gallop Racer            | 2011 | KOEI TECMO                   | TOSE                                                        | Xbox 360            |
| Child of Eden                                       | 2011 | Ubisoft                      | Q Entertainment                                             | Xbox 360            |
| Crimson Dragon                                      | 2013 | Xbox Game Studios            | Grounding                                                   | Xbox One            |
| D4: Dark Dreams Don't Die                           | 2014 | Xbox Game Studios            | Access Games                                                | Xbox One            |
| Dead Rising 3                                       | 2013 | Xbox Game Studios            | Capcom Vancouver                                            | Xbox One            |
| Def Jam: Rapstar                                    | 2010 | Konami Digital Entertainment | Terminal Reality                                            | Xbox 360            |
| Defiance                                            | 2013 | Gamigo                       | Gamigo                                                      | Xbox 360            |
| Disney Pixar Brave: The Video Game                  | 2012 | Disney Interactive Studios   | Behaviour Interactive                                       | Xbox 360            |
| Disney Pixar: Toy Story Mania!                      | 2012 | Disney Interactive Studios   | High Voltage Software                                       | Xbox 360            |
| Disneyland Adventures                               | 2017 | Xbox Game Studios            | Asobo Studio                                                | Xbox One/Windows 10 |
| Dragon Age: Inquisition                             | 2014 | Electronic Arts              | BioWare                                                     | Xbox One            |
| Dragon's Lair                                       | 2012 | Xbox Game Studios            | Digital Leisure                                             | Xbox 360            |
| Draw a Stickman: EPIC                               | 2015 | Hitcents                     | Hitcents                                                    | Xbox One            |
| F1 2015                                             | 2015 | Bandai Namco Entertainment   | Codemasters                                                 | Xbox One            |
| Family Game Night 4: The Game Show                  | 2011 | Electronic Arts              | EA Salt Lake                                                | Xbox 360            |
| FIFA 13                                             | 2012 | Electronic Arts              | EA Canada                                                   | Xbox 360            |
| FIFA 14                                             | 2013 | Electronic Arts              | EA Canada                                                   | Xbox 360/Xbox One   |
| Forza Motorsport 4                                  | 2011 | Xbox Game Studios            | Turn 10 Studios                                             | Xbox 360            |
| Forza Horizon                                       | 2012 | Xbox Game Studios            | Playground Games                                            | Xbox 360            |
| Forza Motorsport 5                                  | 2013 | Xbox Game Studios            | Turn 10 Studios                                             | Xbox One            |
| Forza Horizon 2                                     | 2014 | Xbox Game Studios            | Playground Games                                            | Xbox 360/Xbox One   |
| Halo: Combat Evolved Anniversary                    | 2011 | Xbox Game Studios            | Bungie, 343 Industries, Saber Interactive, Certain Affinity | Xbox 360            |
| Harry Potter & The Deathly Hallows Pt. 1            | 2010 | Electronic Arts              | EA Bright Light                                             | Xbox 360            |
| Infinity Blade: Saga                                | 2016 | Tencent Games                | ChAIR Entertainment Group                                   | Xbox One            |
| Instant Brain                                       | 2011 | Cave                         | Cave                                                        | Xbox 360            |
| Just Dance 2016                                     | 2015 | Ubisoft                      | Ubisoft Paris                                               | Xbox One            |
| Just Dance 2017                                     | 2016 | Ubisoft                      | Ubisoft Paris                                               | Xbox One            |
| Just Dance 2018                                     | 2017 | Ubisoft                      | Ubisoft Paris                                               | Xbox One            |
| Just Dance 2019                                     | 2018 | Ubisoft                      | Ubisoft Paris                                               | Xbox One            |
| Just Dance 2020                                     | 2019 | Ubisoft                      | Ubisoft Paris                                               | Xbox One            |
| Just Sing                                           | 2016 | Ubisoft                      | iNis                                                        | Xbox One            |
| Karaoke                                             | 2012 | Xbox Game Studios            | iNis                                                        | Xbox 360            |
| London 2012: The Official Video Game                | 2012 | SEGA                         | SEGA                                                        | Xbox 360            |
| Machinima                                           | 2013 | Machinima                    | Machinima                                                   | Xbox One            |
| Madden NFL 13                                       | 2012 | Electronic Arts              | EA Tiburon                                                  | Xbox 360            |
| Madden NFL 25                                       | 2013 | Electronic Arts              | EA Tiburon                                                  | Xbox 360/Xbox One   |
| Mass Effect 3                                       | 2012 | Electronic Arts              | BioWare                                                     | Xbox 360            |
| NBA 2K13                                            | 2012 | 2K Sports                    | Visual Concepts                                             | Xbox 360            |
| NBA 2K14                                            | 2013 | 2K Sports                    | Visual Concepts                                             | Xbox One            |
| NBA 2K15                                            | 2014 | 2K Sports                    | Visual Concepts                                             | Xbox One            |
| NCAA Football 14                                    | 2013 | Electronic Arts              | EA Tiburon                                                  | Xbox 360            |
| Need For Speed: Most Wanted (2012)                  | 2012 | Electronic Arts              | Criterion Software                                          | Xbox 360            |
| Need For Speed Rivals                               | 2013 | Electronic Arts              | Ghost Games                                                 | Xbox One            |
| Need For Speed Rivals: Complete Edition             | 2014 | Electronic Arts              | Ghost Games                                                 | Xbox One            |
| Nicktoons MLB                                       | 2011 | 2K Play                      | High Voltage Software                                       | Xbox 360            |
| Obut Pétanque 2                                     | 2012 | Nacon                        | KT Racing                                                   | Xbox 360            |
| Peggle 2                                            | 2013 | Electronic Arts              | PopCap Games                                                | Xbox One            |
| Plants vs. Zombies Garden Warfare                   | 2014 | Electronic Arts              | PopCap Games                                                | Xbox One            |
| Project Spark                                       | 2014 | Xbox Game Studios            | Team Dakota                                                 | Xbox One            |
| Psycho-Pass: Mandatory Happiness                    | 2015 | 5pb.                         | MAGES.                                                      | Xbox One            |
| Q                                                   | 2015 | Iiica                        | Iiica, OrangeBox                                            | Xbox One            |
| Rocksmith 2014 Edition                              | 2013 | Ubisoft                      | Ubisoft San rancisco                                        | Xbox 360            |
| Rush: A DisneyPixar Adventure                       | 2017 | Xbox Game Studios            | Asobo Studio                                                | Xbox One/Windows 10 |
| Ryse: Son of Rome                                   | 2013 | Xbox Game Studios            | Crytek                                                      | Xbox One            |
| Skydive: Proximity Flight                           | 2014 | TopWare Interactive          | Gaijin Entertainment                                        | Xbox 360            |
| Soda Drinker Pro                                    | 2016 | Snowrunner Productions       | Snowrunner Productions                                      | Xbox One            |
| Summer Stars 2012                                   | 2012 | Deep Silver                  | 49Games                                                     | Xbox 360            |
| The Adventures of Tintin                            | 2011 | Ubisoft                      | Ubisoft Montpellier                                         | Xbox 360            |
| The Elder Scrolls V: Skyrim                         | 2011 | Bethesda Softworks           | Bethesda Game Studios                                       | Xbox 360            |
| Il Prezzo è Giusto!                                 | 2011 | Ubisoft                      | Ludia                                                       | Xbox 360            |
| The Sims 3 Pets                                     | 2011 | Electronic Arts              | The Sims Studio                                             | Xbox 360            |
| The Witcher 3: Wild Hunt                            | 2015 | Bandai Namco Entertainment   | CD Projekt RED                                              | Xbox One            |
| The Witcher 3: Wild Hunt - Game of the Year Edition | 2016 | Bandai Namco Entertainment   | CD Projekt RED                                              | Xbox One            |
| Thief                                               | 2014 | Square Enix                  | Eidos Montreal                                              | Xbox One            |
| Tiger Woods PGA TOUR 13                             | 2012 | Electronic Arts              | EA Tiburon                                                  | Xbox 360            |
| Tiger Woods PGA TOUR 14                             | 2013 | Electronic Arts              | EA Tiburon                                                  | Xbox 360            |
| Tom Clancy's Ghost Recon Future Soldier             | 2012 | Ubisoft                      | Ubisoft Paris                                               | Xbox 360            |
| Tom Clancy's Splinter Cell Blacklist                | 2013 | Ubisoft                      | Ubisoft Toronto                                             | Xbox 360            |
| Tomb Raider: Definitive Edition                     | 2014 | Square Enix                  | Crystal Dynamics                                            | Xbox One            |
| Virtua Tennis 4                                     | 2011 | SEGA                         | SEGA                                                        | Xbox 360            |
| Wipeout Create & Crash!                             | 2013 | Activision                   | Behaviour Interactive                                       | Xbox 360            |
| Wolfenstein: The New Order                          | 2014 | Bethesda Softworks           | MachineGames                                                | Xbox One            |
| Xbox Fitness                                        | 2013 | Xbox Game Studios            | Sumo Digital                                                | Xbox One            |
| Zoo Tycoon                                          | 2013 | Xbox Game Studios            | Frontier Developments                                       | Xbox One            |
| Zoo Tycoon: Ultimate Animal Collection              | 2017 | Xbox Game Studios            | Frontier Developments, Asobo Studio                         | Xbox One/Windows 10 |

## Accoglienza

### Vendite
NDP Group, società specializzata in ricerche di mercato ha rivelato che Microsoft ha venduto 2.5 milioni di Kinect nei primi venticinque giorni di commercializzazione; l'azienda contò di vendere un totale di cinque milioni di unità entro la fine del 2010. Le previsioni di Microsoft, da molti considerate esageratamente ottimistiche, si dimostrarono, invece, troppo conservative. Nel gennaio 2011 infatti, al Consumer Electronics Show di Las Vegas, Steve Ballmer, amministratore delegato di Microsoft confermò che al 31 dicembre 2010 risultavano vendute 8 milioni di unità Kinect in tutto il mondo.
Al 12 febbraio 2013 erano ormai 24 milioni le unità di Kinect per 360 vendute in tutto il mondo. L'ultimo dato di vendita ufficiale, di ottobre 2017, ha rivelato che 35 milioni di unità erano state vendute tra la versione Xbox 360 ed Xbox One.

### Critiche
Nonostante il suo successo la periferica non è comunque stata esente da critiche e controversie: secondo il quotidiano The Guardian la Government Communications Headquarters del Regno Unito, e la National Security Agency avrebbero valutato di poter utilizzare il Kinect One e la sua telecamera per operazioni di videosorveglianza e raccolta di dati appartenenti ai cittadini, per scopi di controspionaggio. Microsoft ha dichiarato di non essere a conoscenza della questione, ed ha ribadito più volte le sue preoccupazioni in merito alla sorveglianza e alla privacy; allo stesso modo un rappresentante del GCHQ, ha affermato che le operazioni di sicurezza venivano svolte nel rispetto della privacy e della legge. In più, vennero riportati molti problemi con il Kinect per Xbox 360 riguardanti la lettura errata dei movimenti, che influiva poi sulle prestazioni in giochi proprio per Kinect.